# Italia en la Copa Mundial de Rugby de 2015
La Selección de rugby de Italia fue uno de los 20 participantes de la Copa Mundial de Rugby de 2015 que se realizó en Inglaterra.
Fue la octava participación de los Azzurri en la Copa Mundial de Rugby.

## Plantel
Jacques Brunel anunció el 24 de agosto su selección de 31 hombres para la Copa del Mundo de Rugby de 2015.
| Leonardo Ghiraldini     | Talonador     | 77  | 26 de diciembre de 1984  | Leicester Tigers  |
| Davide Giazzon          | Talonador     | 21  | 16 de enero de 1986      | Benetton Treviso  |
| Andrea Manici           | Talonador     | 12  | 28 de abril de 1990      | Zebre             |
| Martin Castrogiovanni   | Pilar         | 112 | 21 de octubre de 1981    | Racing Métro 92   |
| Lorenzo Cittadini       | Pilar         | 39  | 17 de diciembre de 1982  | London Wasps      |
| Matías Agüero           | Pilar         | 35  | 13 de febrero de 1981    | Sin club          |
| Dario Chistolini        | Pilar         | 11  | 14 de septiembre de 1988 | Zebre             |
| Michele Rizzo           | Pilar         | 18  | 16 de septiembre de 1982 | Leicester Tigers  |
| Joshua Furno            | Segunda línea | 30  | 21 de octubre de 1989    | Newcastle Falcons |
| Quintin Geldenhuys      | Segunda línea | 56  | 19 de junio de 1981      | Zebre             |
| Valero Bernabò          | Segunda línea | 24  | 3 de marzo de 1984       | Zebre             |
| Marco Fuser             | Segunda línea | 5   | 9 de marzo de 1991       | Benetton Treviso  |
| Mauro Bergamasco        | Flanker       | 104 | 1 de mayo de 1979        | Sin club          |
| Francesco Minto         | Flanker       | 18  | 20 de mayo de 1987       | Benetton Treviso  |
| Samuela Vunisa          | Flanker       | 7   | 19 de agosto de 1988     | Saracens          |
| Alessandro Zanni        | Flanker       | 89  | 31 de enero de 1984      | Benetton Treviso  |
| Sergio Parisse(c.)      | Nº8           | 112 | 12 de septiembre de 1983 | Stade Français    |
| Edoardo Gori            | Medio Melée   | 42  | 5 de marzo de 1990       | Benetton Treviso  |
| Guglielmo Palazzani     | Medio Melée   | 10  | 11 de abril de 1991      | Zebre             |
| Marcello Violi          | Medio Melée   | 2   | 11 de octubre de 1993    | Zebre             |
| Tommaso Allan           | Apertura      | 16  | 26 de abril de 1993      | Perpignan         |
| Carlo Canna             | Apertura      | 2   | 25 de agosto de 1992     | Zebre             |
| Tommaso Benvenuti       | Centro        | 3   | 12 de diciembre de 1990  | Bristol           |
| Michele Campagnaro      | Centro        | 14  | 13 de marzo de 1993      | Exeter Chiefs     |
| Gonzalo García          | Centro        | 36  | 18 de febrero de 1984    | Zebre             |
| Luca Morisi             | Centro        | 15  | 22 de febrero de 1991    | Benetton Treviso  |
| Angelo Esposito         | Ala           | 6   | 14 de junio d 1993       | Benetton Treviso  |
| Leonardo Sarto          | Ala           | 18  | 15 de enero de 1992      | Zebre             |
| Giovanbattista Venditti | Ala           | 28  | 27 de marzo de 1990      | Newcastle Falcons |
| Luke McLean             | Zaguero       | 70  | 29 de junio de 1987      | Benetton Treviso  |
| Andrea Masi             | Zaguero       | 93  | 30 de marzo de 1981      | London Wasps      |

## Partidos de preparación
| 22 de agosto de 2015 | Italia | 12 - 16 | Escocia |  |  |

| 29 de agosto de 2015 | Escocia | 48 - 7 | Italia |  |  |

| 5 de septiembre de 2015 | Gales | 23 - 19 | Italia |  |  |

## Participación

### Grupo D
| Posición | Selección | Partidos | Partidos | Partidos  | Partidos | Tries a favor | Tantos  | Tantos    | Tantos     | Puntos extra | Puntos |
| Posición | Selección | jugados  | ganados  | empatados | perdidos | Tries a favor | a favor | en contra | diferencia | Puntos extra | Puntos |
| -------- | --------- | -------- | -------- | --------- | -------- | ------------- | ------- | --------- | ---------- | ------------ | ------ |
| 1        | Irlanda   | 4        | 4        | 0         | 0        | 16            | 134     | 35        | 99         | 2            | 18     |
| 2        | Francia   | 4        | 3        | 0         | 1        | 12            | 120     | 63        | 57         | 2            | 14     |
| 3        | Italia    | 4        | 2        | 0         | 2        | 7             | 74      | 88        | -14        | 2            | 10     |
| 4        | Rumania   | 4        | 1        | 0         | 3        | 7             | 60      | 129       | -69        | 0            | 4      |
| 5        | Canadá    | 4        | 0        | 0         | 4        | 7             | 58      | 131       | -73        | 2            | 2      |

| 19 de septiembre de 2015 | Francia | 32 - 10 (15-3) | Italia                                                            | Twickenham Stadium, Londres,                                          |                                                                       |
| 20:00 GMT                | Tries: Slimani 44'c Mas 69'c Conversiones: Michalak (2/2) Penales: Michalak 7', 11', 28', 40', 42', Spedding 38' |                | Tries: Venditti 52'c Conversiones: Allan (1/1) Penales: Allan 34' | Asistencia: 76.232 espectadores Árbitro(s): Craig Joubert (Sudáfrica) | Asistencia: 76.232 espectadores Árbitro(s): Craig Joubert (Sudáfrica) |

| 26 de septiembre de 2015 | Italia                                                                               | 23 - 18 (13-10) | Canadá                                                                                      | Elland Road, Leeds,                                                 |                                                                     |
| 14:30 GMT                | Tries: Rizzo 17'c Garcia 58'c Conversiones: Allan (2/2) Penales: Allan 25', 40', 80' | Reporte         | Tries: Var der Merwe 15'c Evans 44' Conversiones: Hirayama (1/2) Penales: Hirayama 14', 72' | Asistencia: 33.120 espectadores Árbitro(s): George Clancy (Irlanda) | Asistencia: 33.120 espectadores Árbitro(s): George Clancy (Irlanda) |

| 4 de octubre de 2015 | Irlanda                                                                   | 16 - 9 (10-6) | Italia                       | Olympic Stadium, Londres,                                           |                                                                     |
| 16.45h GMT           | Tries: Earls 19'c Conversiones: Sexton (1/1) Penales: Sexton 9', 58', 62' | Reporte       | Penales: Allan 15', 24', 52' | Asistencia: 53 187 espectadores Árbitro(s): Jérôme Garcès (Francia) | Asistencia: 53 187 espectadores Árbitro(s): Jérôme Garcès (Francia) |

| 11 de octubre de 2015 | Italia                                                                                             | 32 - 22 (22-3) | Rumania                                                                              | Sandy Park, Exeter,                                                |                                                                    |
| 14.30h GMT            | Tries: Sarto 10' Gori 24'c Allan 39'c Zanni 46'c Conversiones: Allan (3/4) Penales: Allan 16', 70' | Reporte        | Tries: Apostol 66'c, 79' Popirlan 75'c Conversiones: Vlaicu (2/3) Penales: Vlaicu 5' | Asistencia: 11.450 espectadores Árbitro(s): Romain Poite (Francia) | Asistencia: 11.450 espectadores Árbitro(s): Romain Poite (Francia) |